# 今泉元朝
今泉 元朝（いまいずみ もととも）は、室町時代前期から中期にかけての武将。下野宇都宮氏の家臣。今泉氏の祖。

## 略歴
1390年代に横田師綱（泰朝）の四男として誕生。
天授6年（1380年）、宇都宮基綱と小山義政が宇都宮茂原で激突した際、宇都宮基綱は討死、一門である多功氏、横田氏、蒲生氏等もかなりの被害を出した茂原合戦で、父も重傷を負っており、横田氏族は勢威を落としていた。
元朝は応永17年（1410年）頃に元服し、兄・横田綱業が横田氏当主になると上三川継俊、刑部良業らと共に横田氏族の勢威回復に尽力した。宇都宮城の北東にある河内郡今泉郷に入り今泉氏を名乗った。